# 圣方济各沙勿略堂 (里米尼)
圣方济各沙勿略堂（San Francesco Saverio）是一座巴洛克风格的罗马天主教教堂，位于意大利里米尼法拉利广场12号。

## 历史
这座教堂是由耶稣会建于1721年。。
布局仿照罗马耶稣教堂。内部装饰华丽。毗邻的耶稣会修道院，曾改为医院多年，现为博物馆。

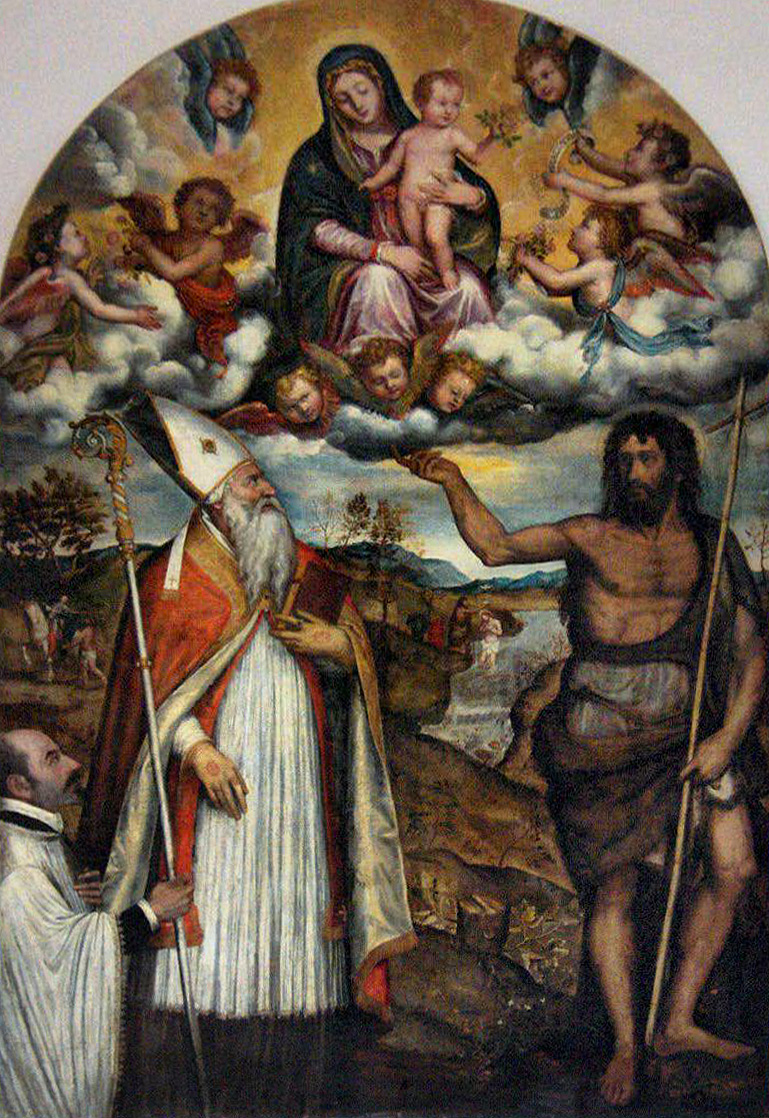
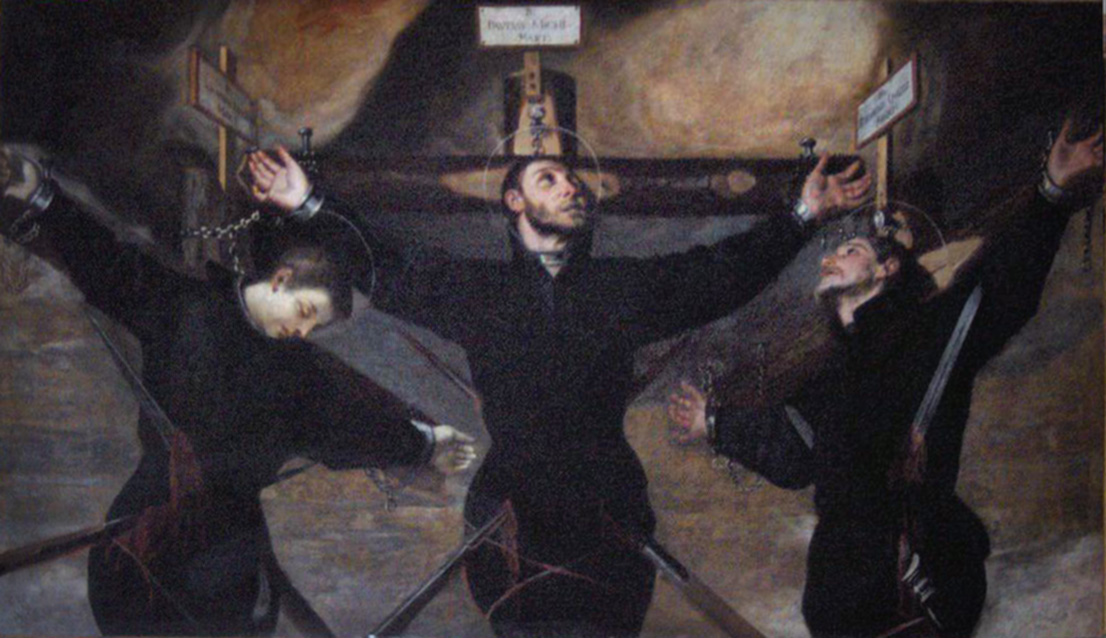
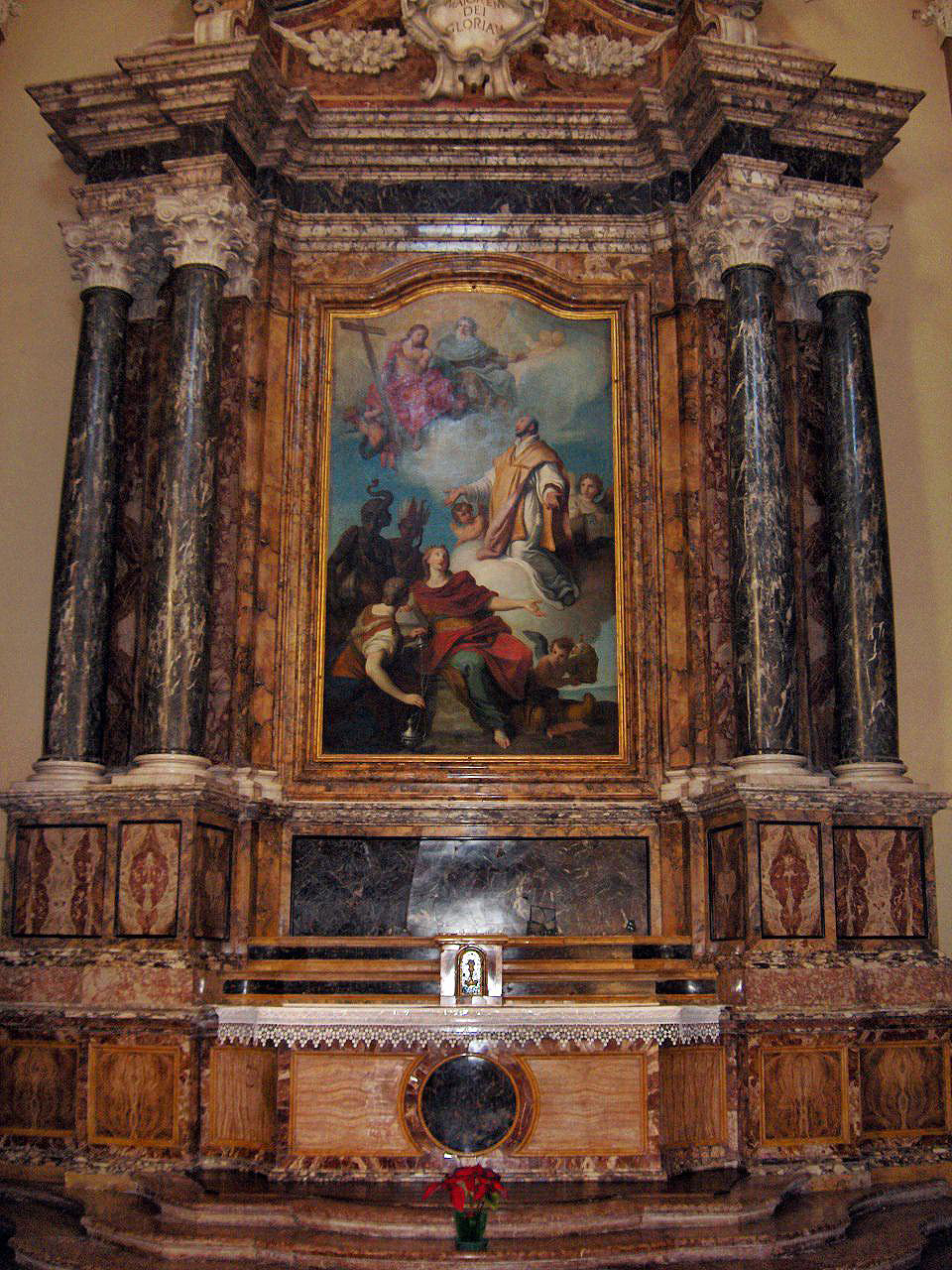